# Wojciech Radomski
Wojciech Antoni Radomski (ur. 21 sierpnia 1941 w Lublinie) – polski inżynier, profesor nauk technicznych o specjalności budownictwo mostowe, konstrukcje betonowe, materiały kompozytowe. Emerytowany profesor zwyczajny Wydziału Inżynierii Lądowej Politechniki Warszawskiej.

## Życiorys
Urodził się 21 sierpnia 1941 w Lublinie. Uczęszczał do lubelskiego I Liceum Ogólnokształcącego im. Stanisława Staszica, w którym zdał egzamin dojrzałości w 1959. W 1965 ukończył studia magisterskie na Wydziale Inżynierii Budowlanej (obecnie Wydział Inżynierii Lądowej) Politechniki Warszawskiej. Jeszcze przed ukończeniem studiów rozpoczął pracę na tym wydziale, wpierw w charakterze laboranta. W 1972 na WIL PW uzyskał stopień naukowy doktora za pracę pt. Doświadczalne wyznaczanie sześciu składowych odkształceń uderzeniowych w walcu betonowym, a w 1982 doktora habilitowanego na podstawie dorobku naukowego i rozprawy pt. Właściwości fibrobetonu pod obciążeniami uderzeniowymi, także na tym wydziale. Tytuł profesora nauk technicznych otrzymał 26 maja 1995. Następnie był zatrudniany na stanowisku profesora zwyczajnego Politechniki Warszawskiej, Politechniki Łódzkiej i Uniwersytetu Technologiczno–Przyrodniczego im. Jana i Jędrzeja Śniadeckich w Bydgoszczy. W 2014 otrzymał tytuł doktora honoris causa Politechniki Świętokrzyskiej, a w 2021 Politechniki Krakowskiej.
W działalności badawczej zajmuje się badaniem obiektów mostowych pod obciążeniami statycznymi, oddziaływaniem cieplnym na beton i mosty betonowe, zastosowaniem nowych materiałów w mostownictwie, destrukcją konstrukcji z betonu oraz implementacją technologii komputerowej w mostownictwie. Prekursor wprowadzenia w Polsce wzmacniających konstrukcje taśm kompozytowych oraz zastosowania w mostownictwie konstrukcyjnego betonu samozagęszczonego.
Członek, a w latach 2007–2014 przewodniczący, Komitetu Inżynierii Lądowej i Wodnej Polskiej Akademii Nauk. W latach 2007–2012 członek Centralnej Komisji ds. Stopni i Tytułów. Pełnił funkcję przewodniczącego Związku Mostowców Rzeczypospolitej Polskiej w latach 2001–2006. Był także wiceprezesem Rady Krajowej Polskiej Izby Inżynierów Budownictwa w latach 2002–2010. Jest założycielem International Association for Bridge Maintenance and Safety.

## Odznaczenia
- Krzyż Kawalerski Orderu Odrodzenia Polski[2].
- Złoty Krzyż Zasługi[2].
- Medal Komisji Edukacji Narodowej[2].
- Medal Politechniki Warszawskiej (2017)[7].

## Wybrane publikacje
- Radomski W., Badania betonu pod obciążeniami uderzeniowymi, Wydawnictwo PWN, Warszawa 1978.
- Czudek H., Radomski W., Podstawy mostownictwa, Wydawnictwo PWN, Warszawa 1983, ISBN 83-01-02893-9.
- Radomski W., Łucyk–Ossowska J., Urządzenia dylatacyjne w mostowych obiektach drogowych: projektowanie, montaż, utrzymanie, Wydawnictwa Komunikacji i Łączności, Warszawa 2011, ISBN 978-83-206-1810-5.
- Radomski W., Furtak K., Obiekty mostowe - naprawy i remonty: podręcznik dla studentów wyższych szkół technicznych, Wydawnictwo Politechniki Krakowskiej, Kraków 2006, ISBN 978-83-7242-415-0.
- Radomski W., Kasprzak A., Poszerzanie mostów, Wydawnictwo PWN, Warszawa 2017, ISBN 978-83-01-19471-0.